# Laci-zsomboly
A Laci-zsomboly a Duna–Ipoly Nemzeti Park területén lévő Pilis hegységben, Csobánka külterületén, a Csúcs-hegyen található egyik barlang.

## Leírás
Az Oszoly–Csúcs-hegy-nyeregtől délkeletre, a Csúcs-hegy csúcsától 380 méterre, északra, egy nyiladékban kezdődő ösvényen 250 méterre, erdőben, az ösvénytől délre 20 méterre, hegyoldalban helyezkedik el. Az ösvényen kis útjelző tábla mutatja az 1,8×1,7 méter átmérőjű, mesterséges, függőleges tengelyirányú barlangbejáratot, amely egy kis sziklakibúvás alatt nyílik. Bejárata ki lett betonozva, hogy felső, omladékos része biztosítva legyen.
Felső triász dachsteini mészkőben alakult ki a zsomboly. Ovális, lejjebb szilvamagszelvényű, szépen oldott a bejárati akna, amely 60°-os dőléssel megy lefelé az akna közepéig, majd onnan függőlegesbe megy át. A száraz, körülbelül 10 méter mély, tiszta aknában kötél és kötéltechnikai eszközök használata szükséges.
Az aknaaljon egy keresztirányú hasadék indul. Majd onnan egy vízszintes, rövid részt követően a humusz fokozatosan kitölti a járatot. A barlang a továbbjutás szempontjából nagyon kecsegtető, mert légréses folyosó van az elszűkülő járatban. Szinte biztos a továbbjutás a kitöltő anyag kiszállítása után. A jelenleg is tartó feltáró munka nyomai a barlangbejáratnál, és az akna alján is megfigyelhetők.
1989-ben volt először Laci-zsombolynak nevezve a barlang az irodalmában.

## Kutatástörténet
1986 elején, egy berogyás kibontásával fedezte fel a barlangot a Student Speleoalpin Group. Ekkor tárult fel a függőleges barlangjárat, amely a Laci-zsomboly nevet kapta. 1986. április 18-án lett bejelentve az OKTH-nak a felfedezés. Az 1989. évi csoportjelentésbe bekerült egy topográfiai térkép és egy helyszínrajz, amelyeken fel van tüntetve a barlang helye. A jelentésben van egy leírás a barlang kutatásáról és két fénykép, amelyeken a barlang látható. A kéziratban az olvasható, hogy az elmúlt évek során a csoport kitakarította a berogyást és már 1,5 m mélységben kőtörmeléket bontottak a tagok.
A függőleges járat újabb másfél méter után szálkőbe mélyült aknában folytatódott. Az akkori végpont 6 m mélyen volt. A végpont laza, köves törmelékkel van kitöltve és a résekből gyenge huzat áramlott. A másfél méter átmérőjű bejárati rész annyira omlott, hogy az akna alján a bontást nehéznek gondolta a csoport az állandó beomlások miatt. A feltáró munka folytatása nagyon balesetveszélyes lett volna. A tagok tervezték, hogy a barlang bejárati részének ácsolattal történő biztosítása után folytatják a barlangban a bontást. Az 1990. évi Karszt és Barlangban megjelent egy hír a barlang feltáró kutatásának folytatásáról.
Kárpát József 1990-ben megrajzolta a barlang hossz-szelvény térképét és két keresztmetszet térképét. A térképek 1:100 méretarányban mutatják be a barlangot. Az USE Pannónia Barlangkutató Csoportnak volt 1990-ben kutatási engedélye a Laci-zsomboly kutatásához. A Kárpát József által 1991-ben írt kéziratban meg van említve, hogy a Laci-zsomboly (Pomáz) 7 m hosszú, 6 m mély és kutatás alatt áll. Kraus Sándor 1997. májusban rajzolt egy olyan helyszínrajzot, amelyen a Csúcs-hegy barlangjainak földrajzi elhelyezkedése van ábrázolva. A rajzon látható a Laci-zsomboly névvel jelölt barlang földrajzi elhelyezkedése. Kraus Sándor 1997. évi beszámolójában az olvasható, hogy az 1997 előtt is ismert Laci-zsombolynak volt már térképe 1997 előtt. Jelentős barlang, amely további kutatást igényel. A jelentésbe bekerült az 1997-ben készült helyszínrajz.